# باري ك. بارنز
باري ك. بارنز (بالإنجليزية: Barry K. Barnes)‏ هو ممثل بريطاني (وحمل سابقاً جنسية المملكة المتحدة لبريطانيا العظمى وأيرلندا)، ولد في 27 ديسمبر 1906 بلندن في المملكة المتحدة، وتوفي في 12 يناير 1965.

## وصلات خارجية
- باري ك. بارنز على موقع IMDb (الإنجليزية)
- باري ك. بارنز على موقع قاعدة بيانات الأفلام السويدية (السويدية)
- باري ك. بارنز على موقع قاعدة بيانات الفيلم (الإنجليزية)
- باري ك. بارنز على موقع كينوبويسك (الروسية)